# 卡尔顿府联排

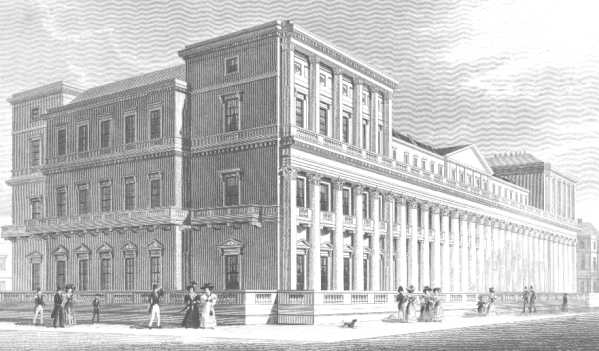
建成不久的联排东翼，约瑟夫·纳什（Joseph Nash）绘于1831年

卡尔顿府联排（英語：Carlton House Terrace）是英国伦敦聖詹姆斯區的一条街道，又特指建筑在街道南边阳台之上、可以俯瞰圣詹姆士公园的两排房屋。这两排房屋在1827年到1832年之间建成。在约翰·纳什的整体设计的基础之上，也采纳了德西默斯·伯顿（Decimus Burton）等建筑师在细节方面的补充设计。它们取代了原来的卡尔顿府（Carlton House），不过产权仍为英國皇家財產局（Crown Estate）所有。

## 卡尔顿府联排

### 历史
在英国有艺术或历史价值的建筑中，卡尔顿府联排名列一级登录建筑（Grade I listed buildings）。两排房屋各包括九栋大型公寓。在房屋的后面也就是南面，没有设置奢华联排通常会有的马厩，这是它在同类建筑中的特别之处。纳什所以如此设计，一方面想要充分利用南面公园的景观，另一方面也要为公园提供美观的建筑立面。因此，联排公寓就建在两层地下室（通常是一层）和介于房屋与公园之间的宽大阳台之上。
从滑铁卢坊（Waterloo Place）过来，经过东西联排之间的约克公爵纪念柱（Duke of York Column）和约克公爵步行阶（Duke of York Steps），就可以下到林荫路和圣詹姆士公园。联排在二战中遭到严重损坏。虽然立面已经恢复了原貌，内部却有多处重大改动。联排落成之后的首批房客，可以自由委任设计师来装饰室内，其中有11位选择了纳什。今天，只有7号公寓还最大限度地保存了纳什的设计原貌。

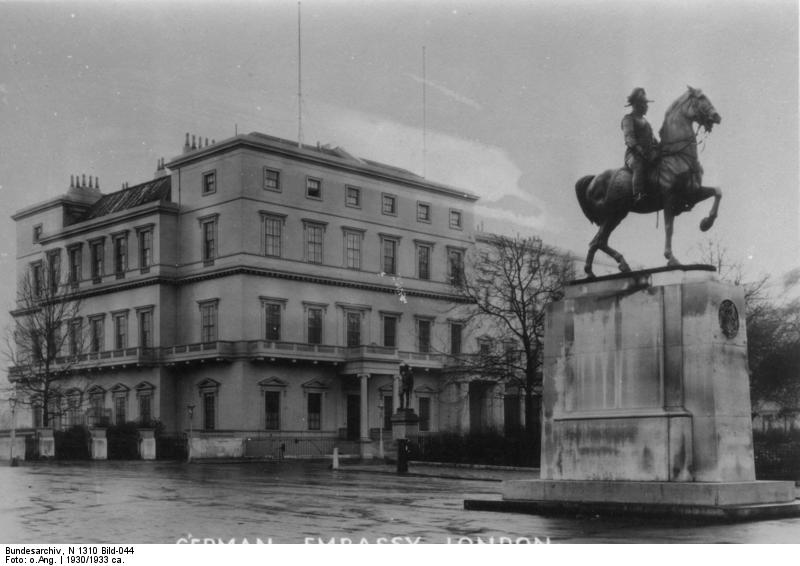
德国联邦档案馆（German Federal Archive）保存的历史照片，图中是1930年代初期的德国大使馆

### 名人
二战之前，卡尔顿府联排是伦敦最时髦的寓所。从1849年到第二次世界大战，9号公寓里先后住着普鲁士使节和德国大使，后来还并进了8号公寓。历史上，联排有不少知名房客：
- 巴麦尊勋爵（首相）：5号（1840年-1846年）。
- 格雷伯爵（首相）：13号（1851年-1857年和1859年-1880年）。
- 威廉·尤尔特·格莱斯顿（首相）：4号（1856年）和11号（1857年-1875年）。
- 寇松勋爵（外交大臣和印度总督）：1号（1905年-1925年）。
- 约阿希姆·冯·里宾特洛甫（德国大使）：8号和9号（1936年-1938年）。[1]

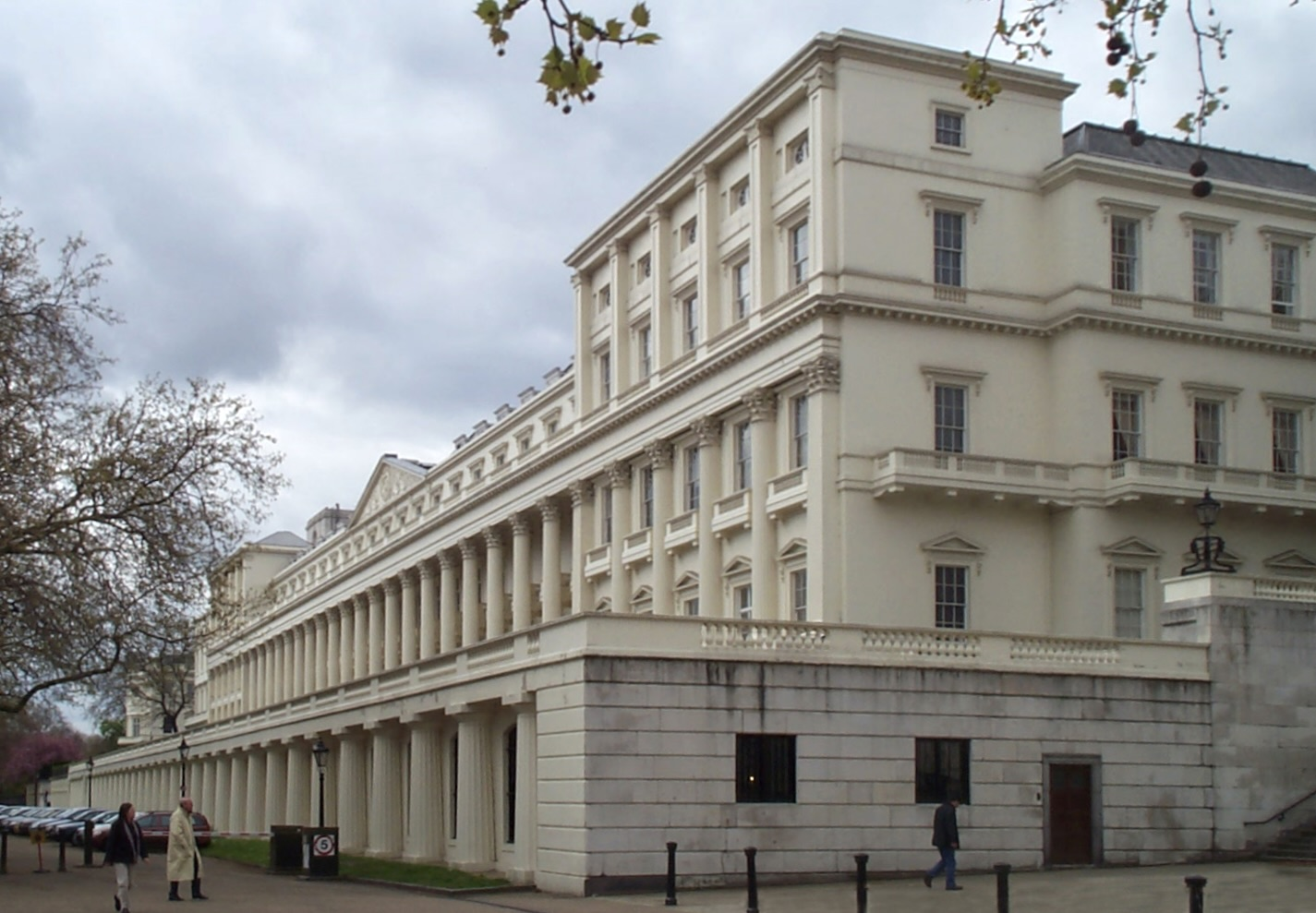
联排西翼，近处的8号和9号，从前是德国大使馆，现在是皇家学会，2004年

### 现状
如今，联排大部分公寓为企业、研究机构和学术团体使用：
- 1号是材料、矿石和冶金协会（Institute of Materials, Minerals and Mining）的总部。
- 2号是皇家病理学院（Royal College of Pathologists）。
- 3号-4号是皇家工程院和政府研究所（Institute for Government）。
- 5号是赛马公会（Turf Club）。
- 6号-9号是皇家学会（德国大使馆现在贝尔格雷夫广场。
- 10号-11号是英国社会科学院。
- 12号和联排东翼的大部分地下室是当代艺术协会（Institute of Contemporary Arts）。

多年以来，皇家财产局总部就设在联排13号-16号的四栋公寓里。2005年，皇家财产局着手重建名下拥有的位于摄政街上的一幢大楼，准备用为新的总部。欣杜贾（Hindujas）集团原来在卡尔顿府联排24号拥有一栋公寓，2006年9月，又以5千8百万英镑的价格，成功收购了皇家财产局准备出让的联排13号-16号。

## 卡尔顿花园
卡尔顿府联排的西端是一条叫做卡尔顿花园的死巷，周围的七栋大宅和联排建于差不多同一时期。一战陆军元帅基钦纳勋爵（Lord Kitchener）曾经住在2号。4号一度是巴麦尊勋爵的家，在二战中成为夏尔·戴高乐将军的司令部。除了1号和2号，其他5栋大宅如今都被新建办公楼所取代。在2007年10月16号之前，1号一直是外交大臣的官邸。2号目前为枢密院办公室。
在规划中，曾经打算拆除西边的马堡府（Marlborough House），建设和卡尔顿府联排一模一样的房屋。一些地图，包括格林伍德（Christopher and John Greenwood）出版的1830年伦敦大幅地图，已经这样绘制和标注了。不过，这个规划后来没有落实。